# Christian Friedrich Schönbein
Christian Friedrich Schönbein (18 d'octubre de 1799, Metzingen, Baden-Württemberg, Alemanya - 29 d'agost de 1868 a Sauersberg, prop de Baden-Baden, Baden-Württemberg), fou un químic alemany que descobrí l'ozó, inventà la nitrocel·lulosa i donà nom a la Geoquímica.

## Biografia
Després dels seus estudis a Tübingen i Erlangen, ensenyà química i física primer a Keilhau a Turíngia i, després a Epsom, a Anglaterra. Passà la major part de la seva vida Basilea, Suïssa, on aconseguí una plaça a la seva universitat el 1828, i en fou nomenat professor el 1935.

## Obra
Durant un dels experiments el 1839 d'electròlisi de l'aigua sentí una olor característica de la que es produeix durant les descàrregues elèctriques dins l'aire. Schönbein fou capaç d'associar l'olor a un nou gas que anomenà "ozó", a partir del verb grec que significa olorar (ὄζειν, ozein). Aquest descobriment el presentà a l'Acadèmia de Ciències de Baviera el 1840. Després es dedicà a estudiar les seves propietats, diferents mètodes d'obtenció i les reaccions químiques que produïa, convertint-se en el principal expert en ozó durant el temps que visqué.

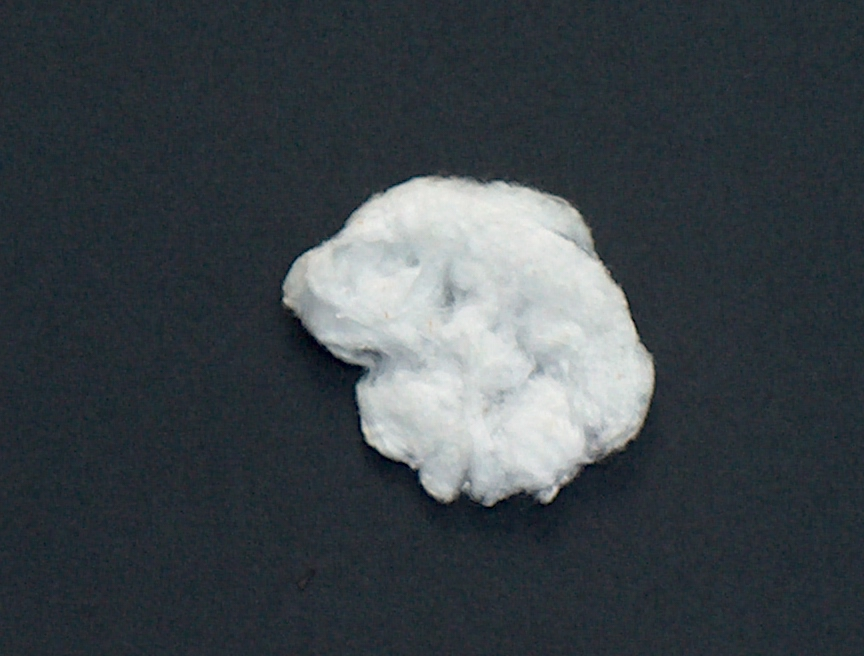
Nitrocel·lulosa pura

Habitualment Schönbein experimentava a la cuina de ca seva, encara que la seva dona li ho tenia prohibit. El 1845, després d'un experiment amb àcid nítric i àcid sulfúric, netejà el lloc on havia treballat amb un drap de cotó que després deixà penjat damunt una estufa perquè s'assecàs. Però el drap s'incendià espontàniament només per la calor i no deixà fum. La cel·lulosa del drap s'havia convertit en nitrocel·lulosa, amb grups nitro addicionats a la cel·lulosa del cotó que aportaven l'oxigen per a la combustió sense necessitat d'aire. Schönbein s' adonà de les possibilitats obertes per aquest descobriment. La pólvora, la utilització de la qual havia dominat el camp de batalla durant cinc segles, quan explotava, produïa un fum negre i compacte, que embrutar els artillers, tapat fins a l'ànima dels canons i fusells, i amb dificultats de visió del camp de batalla. La nitrocel·lulosa no tenia aquest problemes, era "pólvora sense fum". Els intents per produir cotó pólvora industrials foren molt accidentats i moltes fàbriques explotaren literalment (en una d'elles morí el germà d'Alfred Nobel). No fou fins al 1891 que els químics James Dewar i Frederick Augustus Abel aconseguiren estabilitzar el cotó pólvora, amb una barreja anomenada "cordita", ja que es presentava en forma de llargues cordes.
Schönbein també descobrí el 1838 la catàlisi heterogènia de l'electròlisi de l'aigua amb l'escuma de platí, mètode emprat en les actuals cel·les de combustible i publicat en l'edició de gener de 1839 del Philosophical Magazine.